# 玛丽亚·纳尔代利
玛丽亚·纳尔代利（義大利語：Maria Nardelli，1954年5月9日—），意大利女子乒乓球运动员。她曾代表意大利参加1988年、1992年、1996年、2000年、2004年、2008年和2012年夏季残疾人奥林匹克运动会乒乓球比赛，获得一枚银牌和三枚铜牌。